# Dysoxylum mollissimum
Dysoxylum mollissimum là một loài thực vật có hoa trong họ Meliaceae. Loài này được Blume mô tả khoa học đầu tiên năm 1825.

## Hình ảnh

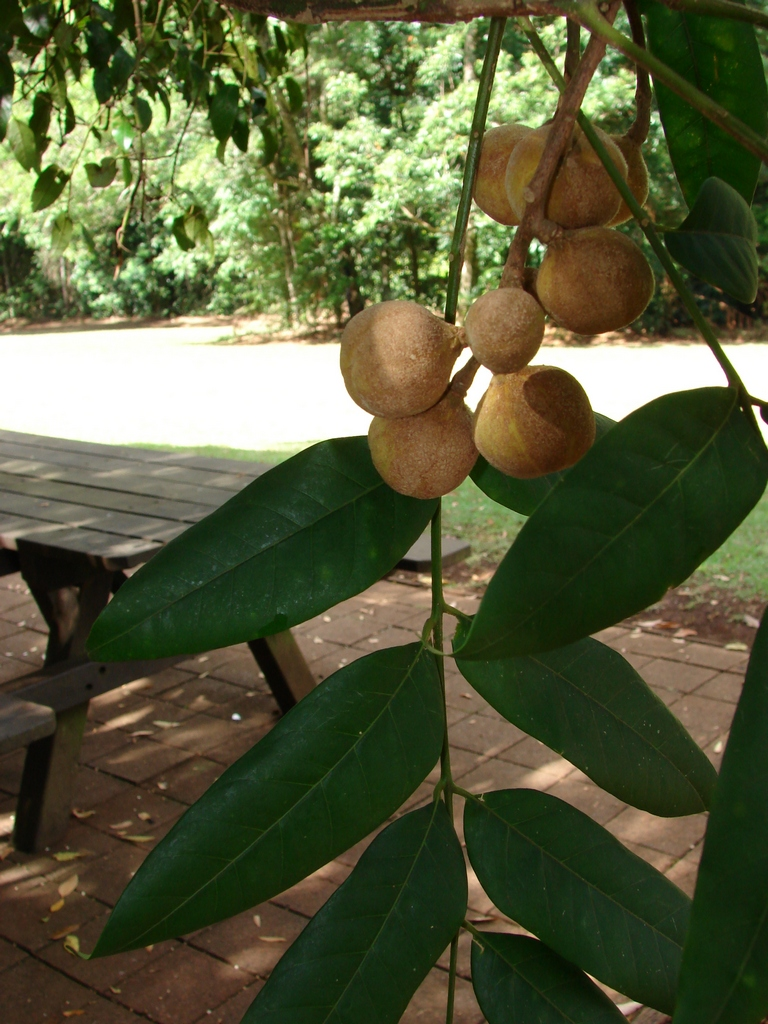
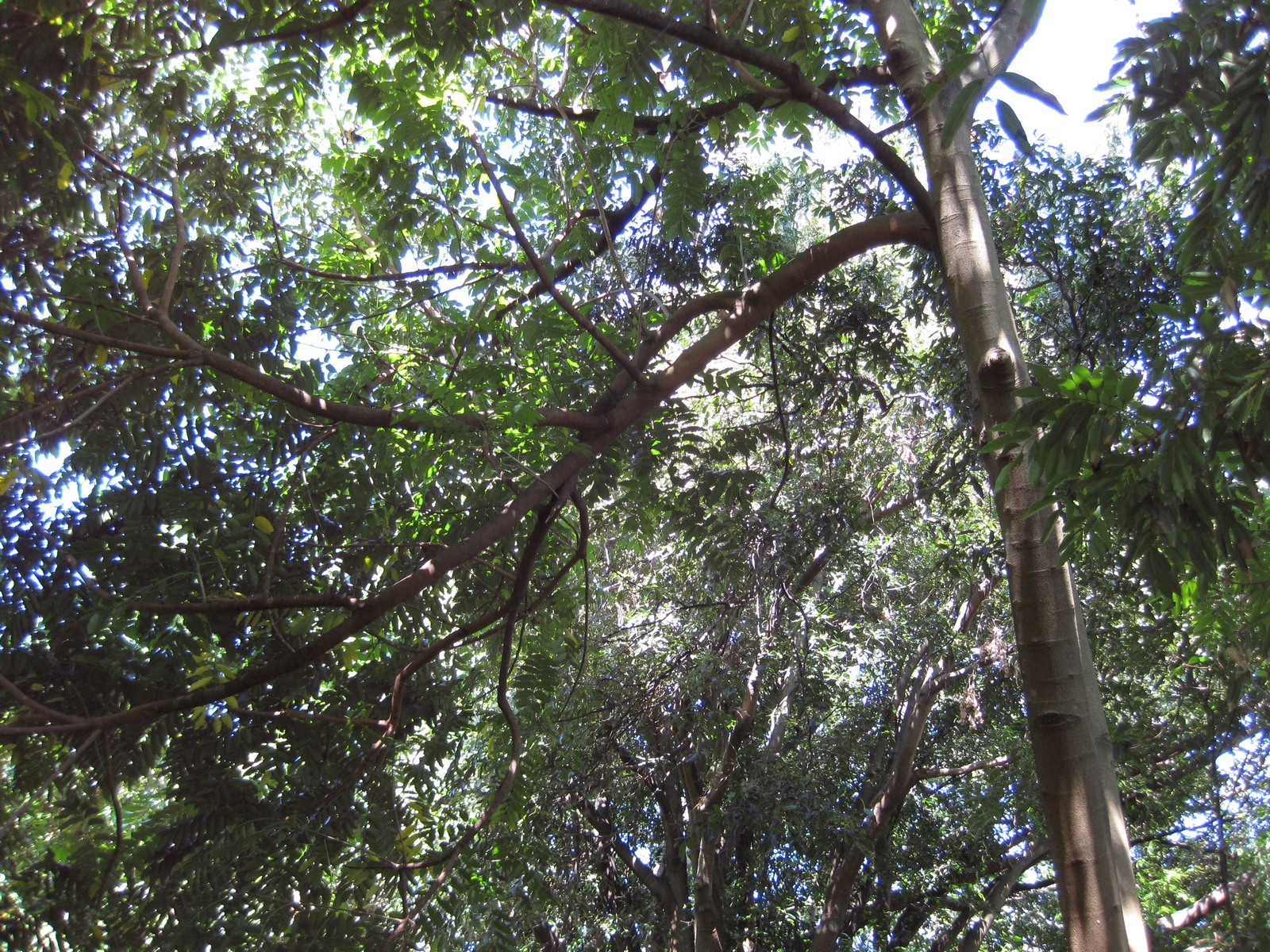
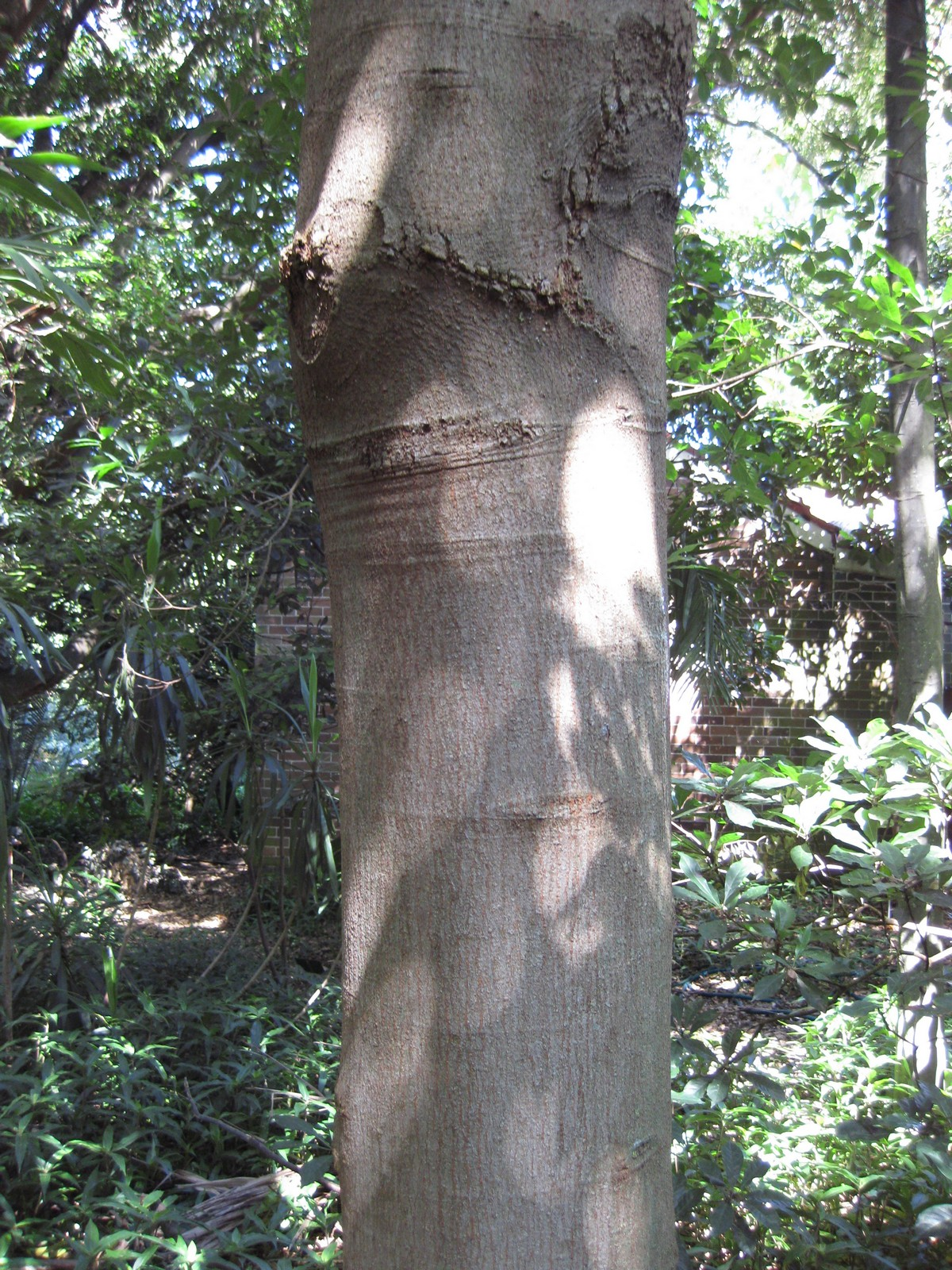
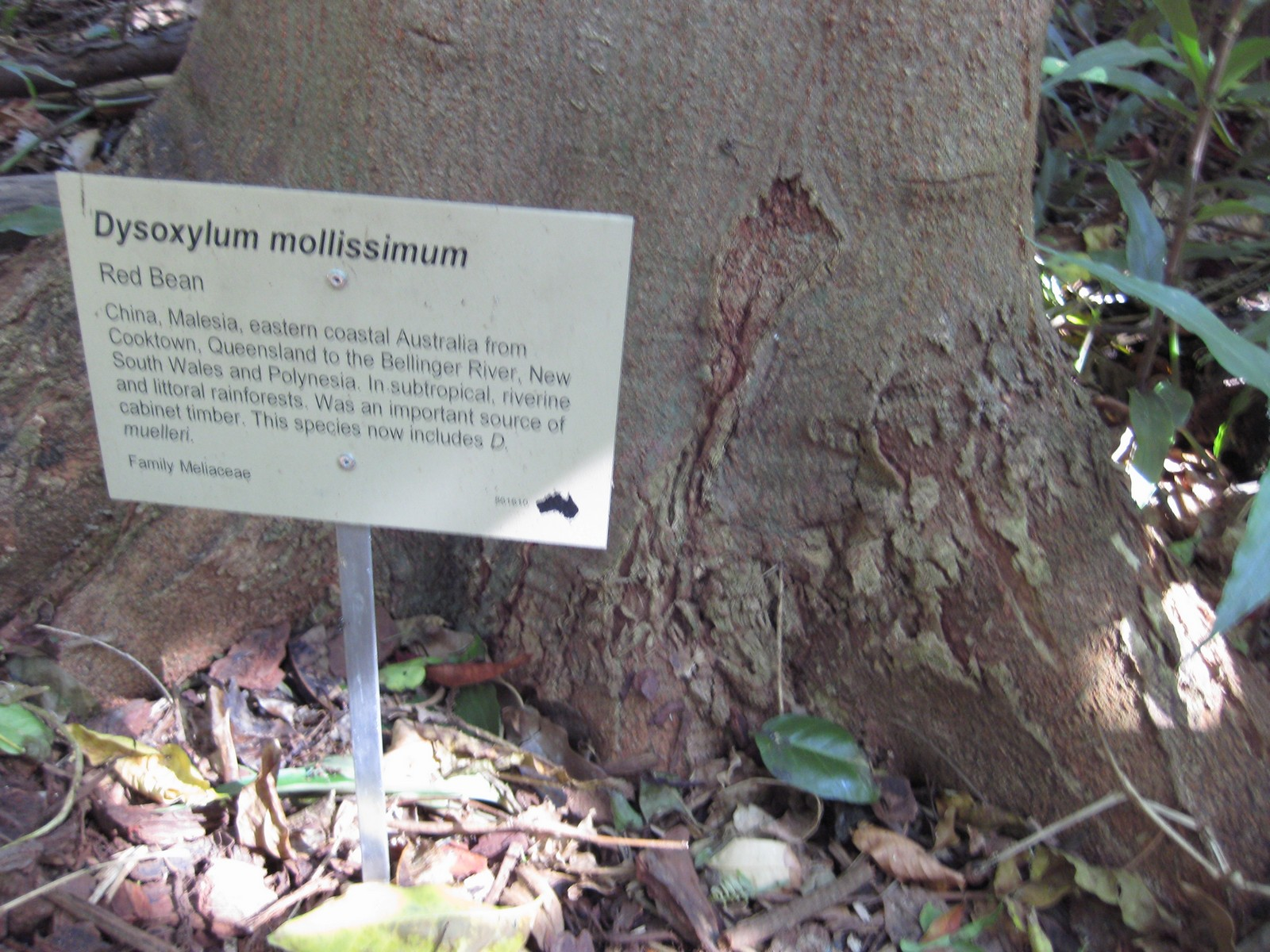